# Östersunds Schacksällskap
Östersunds Schacksällskap grundas år 1885 av den då kände problemisten Carl Emil Lindqvist.
I november år 1902 sökte man och fick inträde i det Nordiska schackförbundet som vid den tiden bestod av bara fjorton föreningar: tre från Danmark, en från Norge och tio från Sverige (Sveriges Schackförbund grundas först 1917).
Sällskapet är alltjämt sedan starten fortfarande en verksam förening och har i dagsläget[när?] ca 50 spelarregistrerade medlemmar.